# Sylwan (imię)
Sylwan – imię męskie pochodzenia łacińskiego. Wywodzi się od słowa oznaczającego "las, zagajnik". Imię to posiada również skróconą formę Sylas.
Żeński odpowiednik: Sylwana
Sylwan imieniny obchodzi: 17 lutego, 20 lutego, 4 maja, 10 lipca, 5 listopada i 1 grudnia.
Znane osoby noszące imię Sylwan:
- Sylwan (Sylas) – postać biblijna,współuczestnik podróży św. Pawła
- Silvano Beltrametti (ur. 1979) – szwajcarski narciarz alpejczyk, medalista mistrzostw świata juniorów
- Sylvain Chavanel – francuski kolarz
- Sylvain Coudret – francuski gitarzysta metalowy
- Sylvain Freiholz – szwajcarski skoczek narciarski
- Sylvanus Olympio – pierwszy prezydent Togo
- Święty Sylwan (+ pocz. IV wieku) – biskup Gazy, męczennik, wspomnienie 4 maja
- Silvano Piovanelli – kardynał katolicki
- Sylvain Charles Valée – francuski generał, marszałek i par Francji.
- Sylvain Wiltord – francuski piłkarz